# 蛇ヶ谷公園

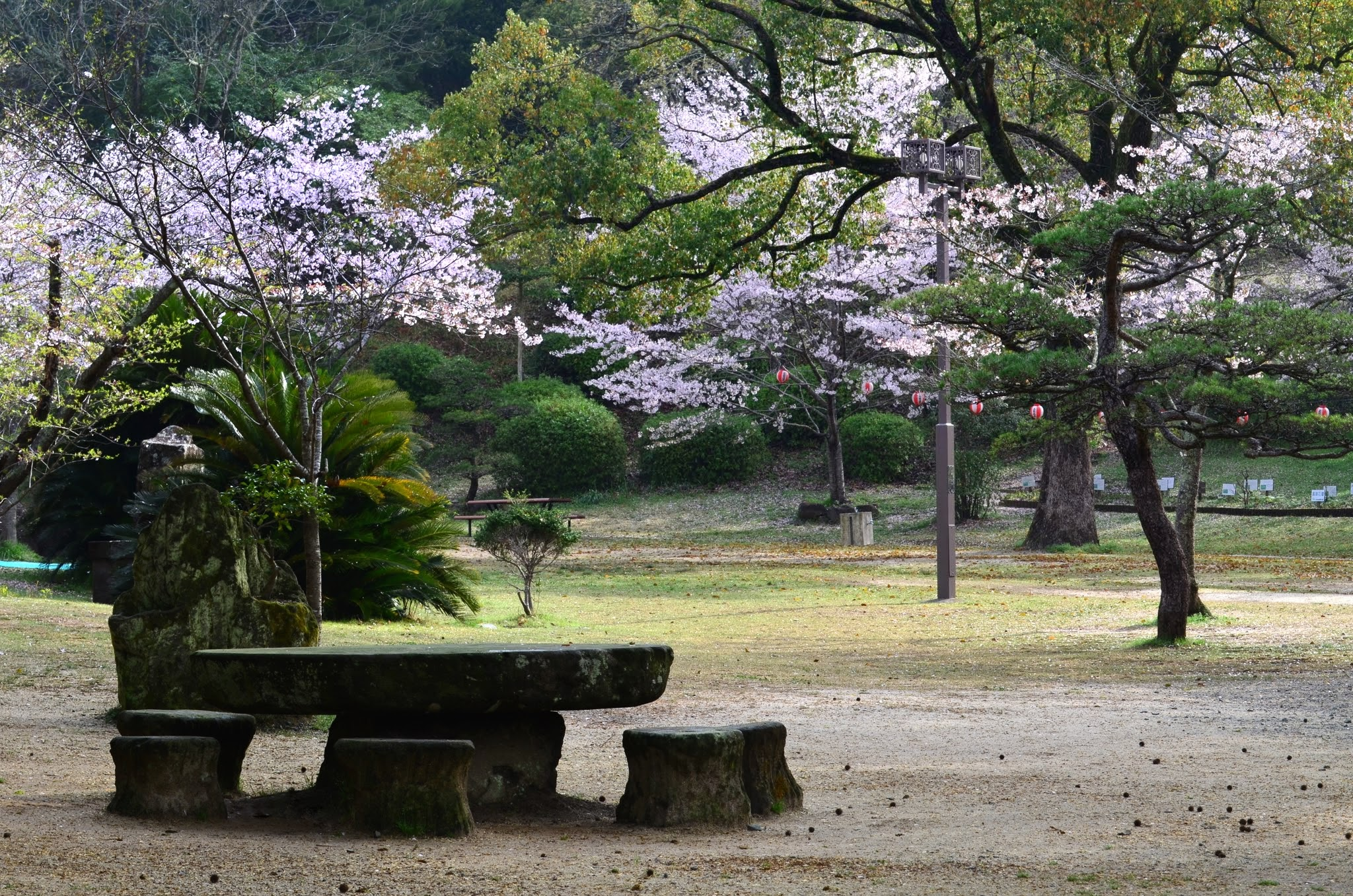
園内の様子

蛇ヶ谷公園（じゃがたにこうえん）は、熊本県玉名市にある公園である。

## 概説
玉名温泉から徒歩10分の距離にある公園で、サクラやツツジの名所として知られる。総面積は19.8ヘクタールで、野球場やゲートボール場、テニスコート、グランドゴルフ場等が完備され、また芝生広場や記念樹の森、展望所、わんぱくらんど等の設備もある。

## 利用情報
- 所在地

熊本県玉名市立願寺1598-1
- 入園料

無料。ただし野球場・グラウンドゴルフ場・テニスコートの利用は有料。
- 開園時間

入園自由。ただし野球場・グランドゴルフ場は午前6時～日没、テニスコートは午前9時～午後10時。
- 休園日

なし。ただし野球場・グラウンドゴルフ場・テニスコートは年末年始が休み。

## 交通アクセス
- JR九州鹿児島本線玉名駅から九州産交バス新玉名駅ゆき・新玉名駅経由山鹿温泉ゆきに乗車し「蛇ヶ谷公園前」下車、徒歩10分（820m）。
- JR九州九州新幹線新玉名駅から九州産交バス蛇ヶ谷公園経由玉名駅ゆき、看護福祉大学経由玉名駅ゆきに乗車し「蛇ヶ谷公園前」下車、徒歩10分（820m）。
- マイカーの場合、九州自動車道菊水インターチェンジから8.8㎞。
- 駐車場あり